# Орлов, Николай Иванович
Николай Иванович Орлов (1 декабря 1895 года, хут. Бобрик, ныне Хотимский район, Могилёвская область, Белоруссия — 3 марта 1965 года, г.Киев) — советский военный деятель, генерал-майор (4 июня 1940 года).

## Начальная биография
Николай Иванович Орлов родился 1 декабря 1895 года на хуторе Бобрик ныне Климовичского района Могилёвской области Белоруссии в семье крестьянина.
Окончил 4 класса церковно-приходской школы.

## Военная служба

### Первая мировая и гражданская войны
В мае 1915 года был призван в ряды Русской императорской армии и в конце того же года окончил учебную команду лейб-гвардии Измайловского полка. Затем служил в этой же команде ефрейтором и младшим унтер-офицером, а с мая 1916 года принимал участие в боевых действиях на Юго—Западном фронте, находясь на должности помощника командира взвода в том же полку. В декабре 1917 года был демобилизован из армии в чине старшего унтер-офицера.
В октябре 1918 года призван в ряды РККА, после чего был назначен на должность инструктора всевобуча Климовичского уезда, в июне 1919 года — на должность командира взвода и роты 15-го отдельного батальона ВОХР, дислоцированного в Могилёве, в июле 1920 года — на должность адъютанта полевого экспедиционного отряда, дислоцированного в городе Кролевец, а в августе того же года — вновь на должность командира роты в составе 15-го отдельного батальона ВОХР. Принимал участие в боевых действиях на Западном фронте, а также против повстанцев на Украине.

### Межвоенное время
В январе 1921 года направлен в 145-й полк внутренней службы, дислоцированный в городе Быхов, где служил на должностях командира роты, помощника командира роты и командира батальона. В июле того же года был переведён в 69-й стрелковый полк (23-я стрелковая бригада), где служил на должностях помощника командира роты, начальника команды пеших разведчиков, начальника истребительного отряда и командира роты. В феврале 1922 года назначен на должность командира роты учебных сборов гренадеров при штабе 24-й стрелковой бригады, дислоцированной в Бобруйске, а в июле того же года был направлен в 23-й стрелковый полк (8-я стрелковая дивизия), где служил на должностях командира взвода, начальника пеших разведчиков, командира роты и командира батальона.
В сентябре 1925 года Орлов направлен на учёбу на повторные курсы при Западной пехотной школе в Смоленске, после окончания которых в августе 1926 года вернулся в 23-й стрелковый полк, где служил на должностях начальника полковой школы и начальника особой команды полка, а с апреля 1929 года служил помощником командира по строевой части и исполняющим должность командира 110-го стрелкового полка (37-я стрелковая дивизия), дислоцированного в Новозыбкове.
В ноябре 1931 года назначен на должность командира 129-го стрелкового полка (43-я стрелковая дивизия), дислоцированного в городе Великие Луки, в январе 1934 года — на должность помощника начальника отдела боевой подготовки штаба Белорусского военного округа, а с февраля 1935 года исполнял должность начальника штаба 8-й стрелковой дивизии. В июне того же года был назначен на должность помощника начальника штаба 58-й стрелковой дивизии, дислоцированной в Черкассах, в ноябре 1936 года — на должность начальника штаба 100-й стрелковой дивизии, дислоцированной в Бердичеве, а в октябре 1937 года — на должность начальника группы контроля Киевского военного округа.
В мае 1938 года назначен на должность командира 19-й стрелковой дивизии, дислоцированной в Воронеже, в августе 1939 года — на должность заместителя начальника группы контроля при Народном комиссариате обороны СССР, в сентябре 1940 года — на должность начальника 2-го отдела Управления вузов РККА, в марте 1941 года — на должность командира 224[уточнить]-й стрелковой дивизии (Московский военный округ), а 10 июня — на должность заместителя командира 44-го стрелкового корпуса (Западный Особый военный округ).

### Великая Отечественная война
С началом войны находился на прежней должности на Западном фронте. В июле 1941 года 44-й стрелковый корпус (13-я армия, Западный фронт) вёл тяжёлые оборонительные боевые действия на Минском укреплённом районе против 3-й танковой армии (Группы армий «Центр»), однако был вынужден отступать за р. Березина в район города Борисов и южнее, а затем за Днепр.
13 июля 1941 года Орлов бы назначен на должность командира 108-й стрелковой дивизии вместо выбывшего из строя генерал-майора А. И. Мавричева. Дивизия под командованием Н. И. Орлова принимала участие в оборонительных боевых действиях на реке Вопь южнее города Ярцево. 6 октября дивизия была направлена в район Вязьмы в состав создаваемой 16-й армии на Вяземском направлении, однако время было упущено, управление 16-й армии успело избежать окружения, а 108-я стрелковая дивизия попала в группу генерала Ершакова, в составе которой вела боевые действия с 9 по 12 октября пытаясь выйти из окружения, из которого вышло менее одной трети личного состава дивизии во главе с генерал-майором Н. И. Орловым вышло к своим в районе Дорохово.
В январе 1942 года назначен на должность командира 82-ю мотострелковую дивизию, которая во время контрнаступления под Москвой отличилась при освобождении Дорохово, Можайска, Бородино и Уваровки, а также Бородинского поля. За проявленную при обороне Москвы стойкость и мужество дивизия была преобразована в 3-ю гвардейскую мотострелковую дивизию, а генерал-майор Орлов награждён орденом Красного Знамени.
В феврале назначен на должность командира 5-го гвардейского стрелкового корпуса, который вёл наступательные и оборонительные боевые действия на жиздринском направлении. В июне за неудачно организованное наступление Орлов был отстранён от занимаемой должности и назначен командиром 146-й стрелковой дивизии, которая вела оборонительные боевые действия у города Юхнов.
В марте 1943 года генерал-майор Орлов был эвакуирован в госпиталь по болезни и после излечения в июле того же года направлен на учёбу в Высшей военной академии им. К. Е. Ворошилова, после окончания которой в мае 1944 года назначен на должность заместителя командующего войсками Киевского военного округа по военно-учебным заведениям.

### Послевоенная карьера
После окончания войны находился на прежней должности.
В январе 1946 года был назначен на должность заместителя командующего войсками Ставропольского военного округа по военно-учебным заведениям, в июне — на эту же должность в Таврическом военном округе, а в сентябре того же года — на должность начальника Львовского пехотного училища.
Генерал-майор Николай Иванович Орлов в августе 1958 года вышел в отставку.
Похоронен на Байковом кладбище в г. Киеве.

## Воинские звания
- Майор (24 декабря 1935 года);
- Полковник (17 февраля 1938 года);
- Комбриг (16 августа 1938 года);
- Генерал-майор (4 июня 1940 года)[1].

## Награды
- Орден Ленина (21.02.1945)[3];
- Четыре ордена Красного Знамени (31.08.1941[4]; 25.02.1944[5]; 03.11.1944[3]; 20.06.1949[3])
- Медаль: 20лет РККА,  Битва за Москву,  За победу над Германией.

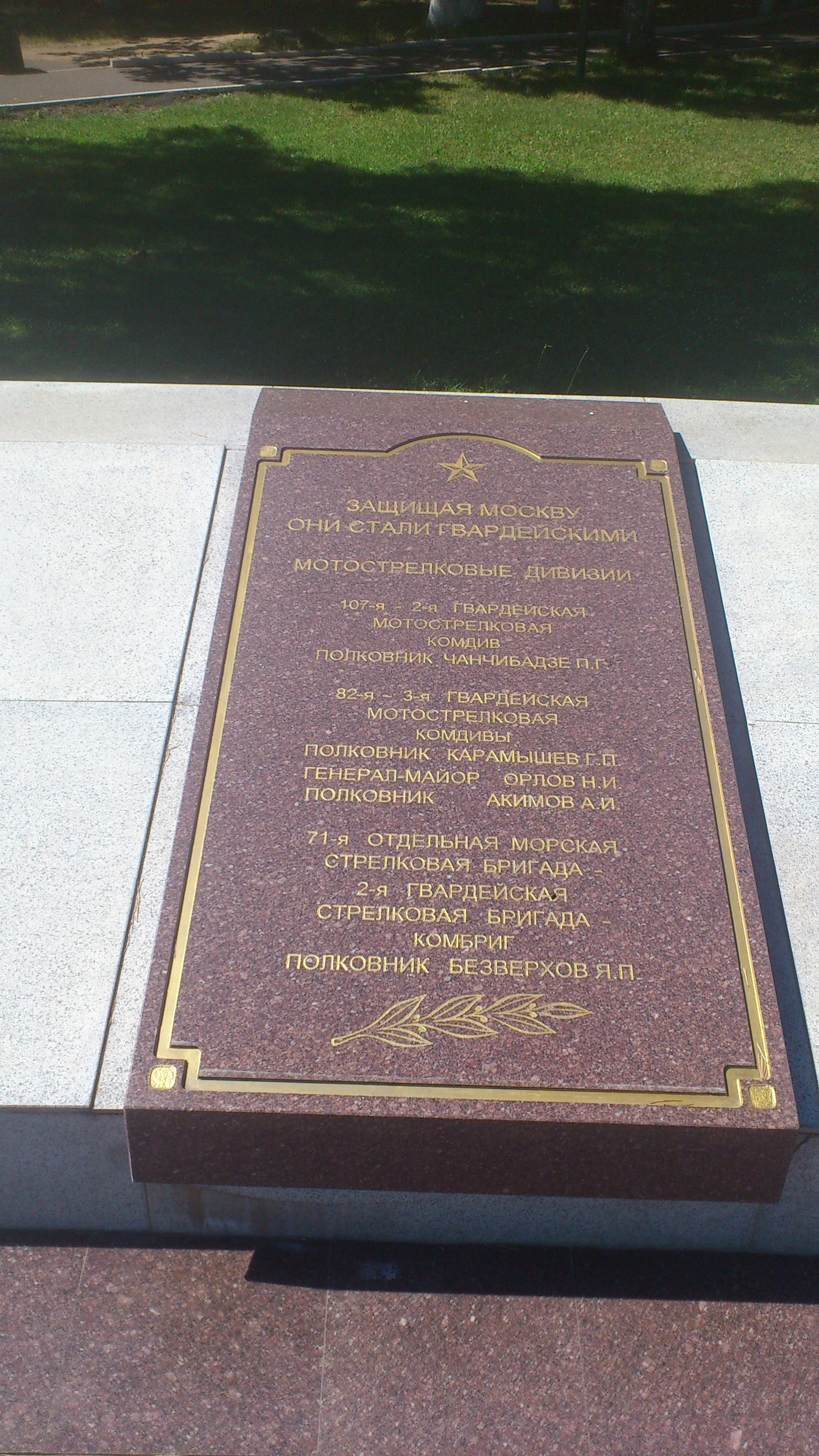
Имя комдива 82 сд Н. И. Орлова высечено на плите мемориального комплекса «Воинам-сибирякам».
Мемориальный комплекс «Воинам-сибирякам», Ленино-Снегирёвский военно-исторический музей.
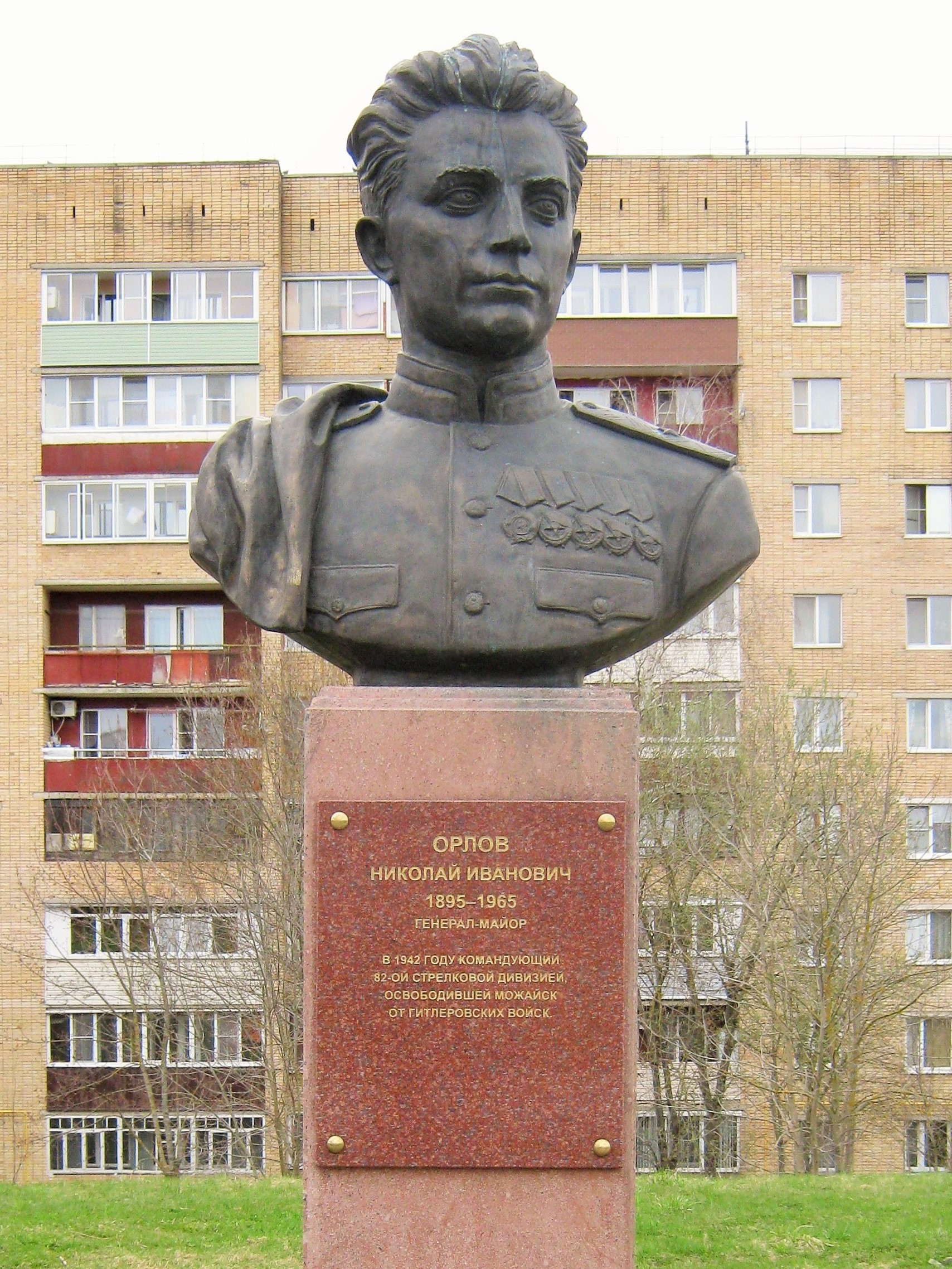
Бюст Н. Н. Орлова на аллее Героев в Можайске.

## Память
Улица Генерала Орлова в деревне Кукарино, пригороде города Можайска.